# Born Pink
Born Pink es el segundo álbum de estudio coreano del grupo femenino de Corea del Sur Blackpink. Fue lanzado el 16 de septiembre de 2022 por YG Entertainment e Interscope Records. El álbum contiene ocho canciones, incluyendo el sencillo promocional «Ready For Love», el sencillo de prelanzamiento «Pink Venom» y su título principal «Shut Down».

## Antecedentes
El 4 de marzo de 2022, Jennie, miembro de Blackpink, participó en un programa de variedades surcoreano junto a otros miembros de distintos grupos musicales pertenecientes a YG Entertainment, titulado The Game Caterers. En él, la artista señaló que «Blackpink se está preparando para realizar un regreso pronto. No sé si tenga permitido decir esto, pero debido a que estoy aquí sola hoy, diré lo que quiera. Por favor apóyenos mucho».
El 26 de abril de 2022, el medio de comunicación surcoreano Sports Dong-A reportó que, según una fuente de la industria musical, Blackpink se estaría preparando para regresar con un nuevo álbum «tan pronto como llegue junio». Dos días más tarde, medios de Corea del Sur actualizaron la información reportando el inminente regreso de Blackpink no antes de julio de 2022, donde aseguraron además que estarían confirmadas una serie de fechas de conciertos y giras para los distintos grupos pertenecientes a YG Entertainment, tanto para Blackpink como para los grupos masculinos Big Bang, iKon y Winner.
El 19 de mayo de 2022, el medio surcoreano JTBC Newsroom informó que Blackpink tendría su próximo lanzamiento musical en el tercer trimestre del año, tras encontrarse inactivas durante casi dos años después del lanzamiento de su primer álbum de estudio The Album. «Se espera que Blackpink regrese en el tercer trimestre y comience una gira en el cuarto trimestre», señaló Hyein Lee, investigadora de Yuanta Securities. Esta información fue ratificada el 27 de mayo, cuando el sitio web MK Economy confirmó incluso que su regreso sería con un nuevo álbum de estudio.
Durante la última semana de junio de 2022, medios como Busan.com y la revista GQ Korea anunciaron los futuros lanzamientos de la escena musical surcoreana, donde señalaron que Blackpink estrenaría definitivamente su álbum durante el verano, en el mes de agosto. Esto fue confirmado el 1 de julio, cuando, junto con el regreso del anterior CEO de YG Entertainment, Yang Min-seok, se ratificó el lanzamiento del nuevo álbum «durante el tercer trimestre del año», además de su próxima gira mundial a finales de 2022.
El miércoles 6 de julio de 2022, YG Entertainment anunció de manera oficial el lanzamiento del nuevo álbum de Blackpink para agosto del mismo año. Semanas más tarde, el 26 de julio, se dio a conocer que el grupo se encontraba en medio de la filmación de un vídeo musical, el cual representaba «un alto costo de producción». Afirmaron además que «todo el proceso avanza sin problemas, ya que la producción del nuevo álbum se preparó de manera estructurada bajo un plan muy completo». Días después, el productor musical y vocalista de OneRepublic, Ryan Tedder, en entrevista para el programa Good Morning America, señaló respecto a su eventual trabajo con el grupo en el nuevo álbum que «no puedo decirte lo que va a salir. Creo que una o dos de mis canciones aparecerán en el álbum. Por lo que me han dicho y las cosas que hice con ellas, puedo decir que es muy fiel a su sonido».
El 31 de julio de 2022, la compañía discográfica lanzó sorpresivamente un vídeo promocional bajo el título de Born Pink, anunciando de manera definitiva el lanzamiento de un sencillo de prelanzamiento en agosto, su nuevo álbum en septiembre y el inicio de una nueva gira mundial a partir de octubre de 2022. En el vídeo, de tan solo treinta segundos de duración, se aprecian gotas de agua rosadas que caen de unos afilados dientes y se extienden rápidamente después de caer sobre una superficie, mientras suena un fondo musical de una aparente nueva canción. El comunicado oficial ratificó además la realización de dos vídeos musicales «con el costo de producción más alto en la historia de YG Entertainment».
El 7 de agosto de 2022 se anunció, mediante un póster promocional, que el primer sencillo de prelanzamiento del nuevo álbum llevaría por nombre «Pink Venom», cuya fecha de lanzamiento sería el 19 de agosto de 2022, mientras que dos días después se anunció oficialmente que la fecha de lanzamiento del segundo álbum de estudio del grupo sería definitivamente el 16 de septiembre de 2022.
Tras el lanzamiento de «Pink Venom», el 24 de agosto, YG Entertainment anunció que las cuatro integrantes de Blackpink ya se encontraban filmando el vídeo musical de la canción principal de su segundo álbum en un sitio de filmación en la Provincia de Gyeonggi en Corea del Sur. «Mientras se preparan para la gira mundial programada y la etapa de regreso, están trabajando duro en un calendario para cumplir sus promesas con sus fans», señaló el comunicado, agregando además que «todas las canciones del álbum son los cristales que escribirán una nueva historia para Blackpink, pero la canción principal en particular será una canción que sorprenderá a los fanáticos de la música mundial. El vídeo musical también elevará el estatus del K-Pop con una diferencia que nunca antes se había visto».
El 4 de septiembre de 2022 se lanzó el primer póster conceptual del álbum, donde se muestra un garaje comercial metálico de tres puertas cerradas, con colores plateados y rosas, acompañado del título del álbum en su centro. Al día siguiente se publicó el primer grupo de fotos conceptuales individuales de cada una de las miembros. Un día después fue publicado un segundo póster conceptual, esta vez anunciando que el título del sencillo principal del álbum llevaría por título «Shut Down», ha ser lanzado el 16 de septiembre, junto con la publicación del nuevo álbum. El 7 de septiembre se publicó la lista de canciones del álbum, confirmando que contendría ocho canciones, incluyendo el sencillo promocional «Ready For Love» que fue lanzado previamente el 29 de julio y del que no se tenía certeza si sería o no parte del nuevo álbum. Se reveló además que tanto Jisoo como Rosé participaron en la escritura de una de las canciones.
Del 10 al 13 de septiembre fueron publicados pósteres promocionales de cada una de las miembros, luciendo vestuarios con una estética oscura y misteriosa, mientras que el 15 de septiembre fue publicado un nuevo póster conceptual de las cuatro miembros juntas, esta vez todas con atuendos rojos y rosados, anunciando la falta de un día para el lanzamiento del sencillo «Shut Down» y el álbum. Horas antes del lanzamiento, un último afiche promocional fue publicado, esta vez conteniendo solo los rostros de las cuatro miembros, unidos sobre un fondo blanco.

## Concepción y grabación
En una entrevista publicada el 23 de mayo de 2022 por la revista Rolling Stone, Blackpink confirmó que habían estado trabajando duro en el estudio preparándose para su próximo álbum, siendo esto ratificado por YG Entertainment, que anunció el 6 de julio de manera oficial que «el cuarteto se encuentra en las etapas finales de grabación de su nuevo álbum» y que su nueva música en agosto daría inicio a «un proyecto continuo a gran escala que se extenderá hasta la segunda mitad del año». Se informó además que «Blackpink filmará sus vídeos musicales este mes (julio) y los lanzará el próximo mes», agregando además que se espera que «presenten el estilo musical característico de la banda en el que las miembros han trabajado durante mucho tiempo».

«No solo recibimos una canción completa. Estamos involucradas desde el principio, construyendo los bloques, agregando este o aquel sentimiento, intercambiando comentarios, y este proceso de creación me hace sentir orgullosa de nuestra música. Si solo recibiéramos canciones prefabricadas, se sentiría mecánico. Siento más amor por el proceso, porque decimos: '¿Qué tal si agregamos esto en la letra? ¿Qué tal si agregamos este movimiento en la coreografía?'». Jisoo para Rolling Stone.

Con respecto al proceso creativo y el estilo de las canciones, YG Entertainment declaró que «mucha música al estilo Blackpink se ha completado con mucho esfuerzo durante un largo período de tiempo» y que se espera que el nuevo álbum incluya numerosas pistas que «presenten el estilo musical característico de la banda». El sello explicó además que el título del álbum, Born Pink, «retrata la confianza y la autoestima de Blackpink por haber nacido diferente» y que el álbum está a la altura de la reputación del grupo y su «inigualable presencia». Además, se informó que el lanzamiento del álbum marcaría una gira internacional para fin de año que sería la «gira mundial más grande en la historia de un grupo femenino de K-Pop».
En entrevista con el medio surcoreano Newsen, Jennie señaló sobre el proceso de trabajo que «Como siempre, trabajar con las miembros fue divertido. Desde el comienzo de la primera reunión de concepto hasta el último momento de la grabación, continuaron llegando nuevas ideas. Al examinar los pensamientos y sentimientos de cada una con más detalle, pudimos sacar algo de lo más profundo. Intercambiamos comentarios entre nosotras y nos dimos cuenta de que las cuatro brillamos más cuando estamos juntas. Sobre todo, fue muy reconfortante y divertido trabajar con productores de YG que nos conocen bien. Estoy muy satisfecha porque parece estar lleno de obras creadas compartiendo sinergia musical». En la misma entrevista, Rosé agregó que «Si The Album se centró únicamente en la música, este álbum trató de expresar la esencia de Blackpink como su título 'Born Pink', donde seguimos probando cosas nuevas mientras conservamos nuestra identidad original. Basado en el sonido hip-hop a lo largo del álbum, se combinaron varios géneros, centrándonas en expresar el color claro de Blackpink. Me enorgullezco de crear música que nunca antes habíamos hecho».

## Composición y letras

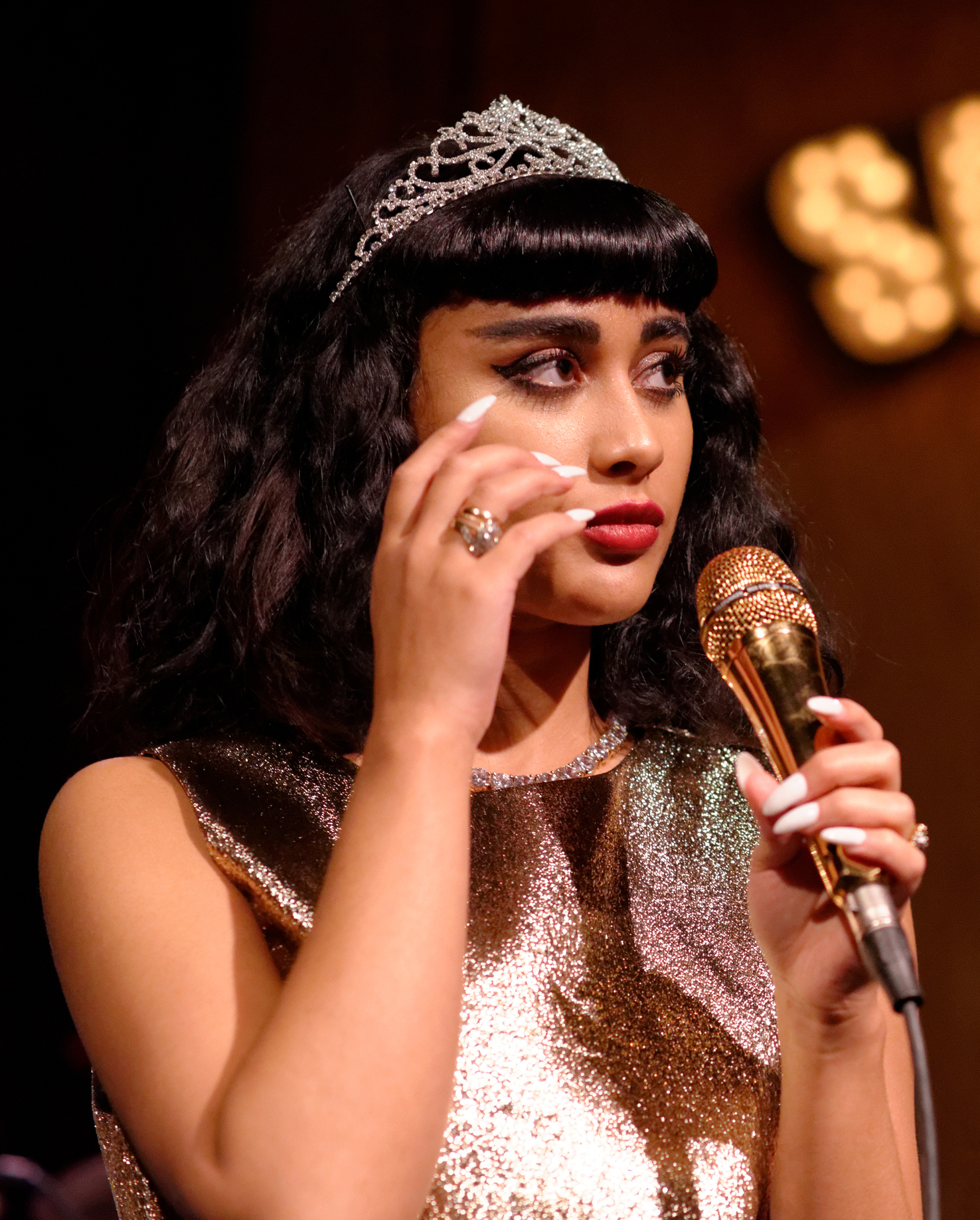
Teddy Sinclair, una de las escritoras de «The Happiest Girl».

Born Pink fue grabado en los estudios de The Black Label y producido por Teddy Park, 24, Danny Chung, Bekuh BOOM y R.Tee, regulares colaboradores del grupo, acompañados en los créditos por diversos cantautores del mercado mundial de la música, como Freddy Wexler, que participó en la composición de «Stuck with U» de Justin Bieber y Ariana Grande, y Teddy Sinclair y Nat Dunn, que contribuyeron a pistas de artistas como Rihanna y Anne-Marie. Además, las miembros de Blackpink Jisoo y Rosé participaron en la coescritura de la canción secundaria «Yeah Yeah Yeah». «La música colorida que penetra la identidad única del equipo como grupo se fundió a lo largo del álbum. Las ocho canciones se trabajaron minuciosamente durante mucho tiempo», señalaron desde YG Entertainment.
«Pink Venom», su sencillo de prelanzamiento, es una canción de hip-hop que contiene ritmos poderosos e instrumentos tradicionales coreanos que armonizan sin esfuerzo. El rap agudo y las líneas vocales que aparecen encima de todo maximizan cada una de las características de las miembros del grupo. Su letra envía un mensaje muy claro sobre suprimir al oponente con facilidad, lo que se alinea con la identidad de Blackpink. «En su éxito más llamativo, alternando entre inglés y coreano; se pavonean con el grandilocuente estilo de una banda clásica de glam metal de los ochenta, al nivel de Poison o Mötley Crüe», señaló Rob Sheffield de Rolling Stone. Revista Esquire indicó que la canción «Es el mensaje que tiene todo el álbum, la identidad y el carácter de Blackpink y no es de extrañar que sea este tema el elegido para comenzar el álbum. Tiene, además, el vídeoclip y la coreografía más espectacular del grupo hasta la fecha, y eso es decir muchísimo».
Su sencillo principal, «Shut Down», utiliza un sample del tercer movimiento del Concierto para violín n.º 2 de Niccolò Paganini, conocido como «La campanella», a través de la cual maximiza el aura oscura y misteriosa que encarna la canción original, armonizando con ritmos hip-hop clásicos, un rap dinámico y una extraña tensión. Jeff Benjamin para Billboard indicó que «La incorporación de música clásica en su esfera de hip-hop la convierte en una de sus producciones más emocionantes y satisfactorias al instante hasta la fecha. Las letras repetitivas en el coro evitan que se convierta en una de las canciones más destacadas de Born Pink, pero estas inesperadas sorpresas sónicas son de lo que se trata el K-Pop, y Blackpink sigue siendo un líder cuyo próximo movimiento nadie puede predecir».
Su tercera pista, «Typa Girl», es una canción de pop/hip-hop con una textura única de arreglo de órgano al principio que contrasta fuertemente con su caída, y un tono metálico del estribillo que le da un sabor especial a la canción. «Después de un breve silencio, las cuatro miembros se turnan para pronunciar una línea dominante, siendo la canción contundente tanto en las letras como en la producción», señaló Abbie Aitken de revista Clash. Su letra habla con confianza sobre ser el «tipo» de persona que todos quieren que seas, lo que se combina con arreglos modernos. La canción destaca el potencial de un tipo diferente de música, con un fuerte sonido retro de los años 80.
«Yeah Yeah Yeah» es una canción pop que utiliza el arreglo de un sintetizador retro, mientras que su composición también tiene una inclinación por la música de los 80. La letra, donde participaron Jisoo y Rosé, trata sobre el sentimiento confuso pero vertiginoso que se tiene cuando te enamoras de alguien completamente inesperado, con un código romántico, melodías frescas y un drop beat y un outro que ofrecen una agradable experiencia musical. «La canción cabalga sobre un riff irregular de guitarra, en algún lugar entre «Since U Been Gone» de Kelly Clarkson y «Let's Go» de The Cars, con lujosas florituras de un exagerado synth-disco», destacó Rolling Stone. Park Jun-hee de The Star dijo que «La melodía estilo disco que emite vibraciones de los años 80 entra en la marca de 50 segundos y esboza un momento eufórico de amor joven y energía juvenil. Nos recuerda pasar las noches de verano con un amante bajo la brillante luz de la luna».
«Hard to Love», la quinta canción del álbum e interpretada solo por Rosé, es una canción disco pop con una introducción vintage que contrasta con el poderoso ritmo del drop beat. El tono refrescante de la guitarra conecta naturalmente el ritmo disco del verso con el puente. La letra habla sobre el sentimiento honesto pero complejo de querer ser amado por alguien a quien es difícil amar y confiar. La pista está dirigida por un piano suave que, finalmente, se convierte en una pista disco asistida por una guitarra inspirada en el funk, utilizando la experimentada voz de Rosé.
«The Happiest Girl» es una balada con una composición de código lírico y una interpretación de piano de cola. La letra habla sobre la fuerte voluntad de ganar la felicidad incluso en una situación de extrañar a alguien, utilizando una melodía melancólica para describir también el deseo de ser feliz frente a la adversidad. La canción no se aleja demasiado del género de la música popular, pero el elemento clásico de la composición del código marca la diferencia. «Es la única balada suave del álbum y ofrece un vistazo a la devoción de la banda por el amor. Desviándose de 'Hard to Love', muestran el dolor que el amor también puede causar. Aparte de la letra y la melodía, el falsete de Jisoo con su voz profunda junto con Rosé hacen que la canción se sienta más relajante, dejando una profunda impresión en los oyentes. Las dos raperas, Lisa y Jennie, pusieron su fuerte y sondearon la melodía con sus tonos bajos. No solo sus raps tocan las fibras del corazón de las personas, sino también sus voces para cantar».
«Tally» es una canción pop con elementos tanto de hip-hop como de rock, y un tono crujiente de guitarra en su introducción. La letra envía un mensaje positivo al discutir la importancia y la belleza de lograr constantemente las metas de la vida. La canción encarna un estado de ánimo libre, pero elegante. Así, el grupo presenta su espíritu libre mientras hablan abiertamente sobre la importancia de ser uno mismo mediante el uso de una balada con infusión rock. The Star señaló en su reseña que «Las cuatro miembros tienen momentos para brillar, infundiendo un sonido fresco al recipiente musical de Blackpink. Jisoo, en particular, demuestra que era hora de que ella brillara. Desde lanzar bombas de palabras hasta transmitir sentimientos tristes, es quizás una de las mejores piezas que han mostrado».
Su sencillo de prelanzamiento, «Ready For Love», que fue finalmente incluida en el álbum gracias a la gran respuesta que tuvo por parte de los fanáticos tras su lanzamiento, es una canción pop con una composición de código lírico y un tono de piano con un gran sentido del espacio, con una caída refrescante del coro que rompe el flujo estático de la canción. La letra habla de nunca rendirse por alguien que se ama y de tener una mentalidad firme pero tranquila.

## Portada y embalaje
La edición estándar del álbum se lanzó físicamente en tres formatos distintos, una versión Box Set, un álbum KiT y un disco de vinilo, y se puso a disposición para su descarga musical y reproducción digital. La versión Box Set viene en tres tipos de colores e imágenes diferentes, que contiene una caja de embalaje y un álbum de fotos de 80 páginas, una hoja de letras de acordeón, tarjetas fotográficas grande en un sobre especial al azar, tarjetas postales, dos películas instantáneas y una calcomanía especial. El álbum KiT, que permite a los oyentes escuchar música con sus teléfonos inteligentes sin un dispositivo, contiene un juego de doce tarjetas fotográficas, papel de letras y créditos y una tarjeta polaroid al azar. Su versión en vinilo es un LP de edición especial que incluye caja de embalaje y un vinilo rosa.
El 22 de agosto de 2022 se informó que además se ponían a la venta cuatro versiones adicionales en formato digipak de cada una de las miembros, donde cada versión incluye un CD, un cuadernillo de 20 páginas, un papel con letras tipo acordeón, una de las dos posibles tarjetas fotográficas para selfies y un póster para pedidos especiales.
Se informó que todo su embalaje de discos se realizó con papel certificado por el Consejo de Administración Forestal, papel ecológico bajo en carbono, tinta de aceite de soja y revestimiento ecológico. Además, el disco en su formato KiT también usó plástico biodegradable (PLA), y el plástico del empaque y la bolsa utilizada fue compuesta por resina ecológica extraída del almidón de maíz.
La portada del álbum, en cada una de sus variadas ediciones, está compuesta por dos colmillos, aparentemente de serpiente, que surgen de la parte superior de la portada, además del nombre del grupo y el nombre del álbum en la parte inferior de la carátula, variando los colores de estos elementos dependiendo del color de la edición.

## Lanzamiento y promoción
El 12 de julio de 2022, YG Entertainment anunció sorpresivamente una nueva colaboración del grupo con el videojuego PUBG Mobile, la cual incluyó la realización de un concierto virtual titulado Blackpink: The Virtual, a cargo de avatares en 3D de las miembros de Blackpink al interior del juego, además del lanzamiento de una pista inédita del grupo, para estar disponible entre el 22 y el 31 de julio. La canción, «Ready For Love», fue el primer registro musical del grupo tras dos años y marcó la antesala para el lanzamiento del álbum. Posteriormente se anunció que la canción formaría definitivamente parte de Born Pink.
El 28 de agosto de 2022, Blackpink se presentó en los MTV Video Music Awards 2022, donde interpretó en vivo su sencillo «Pink Venom», convirtiéndose en el primer grupo femenino de K-Pop en actuar en la historia de dicho evento musical, como parte de la promoción de su álbum.
El 16 de septiembre de 2022 se llevó a cabo una transmisión pregrabada emitida por la cuenta oficial del grupo en YouTube, emitida una hora antes del lanzamiento del álbum. La transmisión se llevó a cabo en un gran escenario utilizando el concepto de la canción principal «Shut Down», donde las cuatro miembros revelaron una variedad de historias sobre el detrás de cámaras de la filmación del vídeo musical y actividades futuras, la introducción de nuevas canciones, así como adelantos sobre la gira mundial Born Pink World Tour. El álbum fue lanzado inmediatamente después de la transmisión, a las 13:00 horas. (KST), junto con el vídeo musical de «Shut Down». Ese mismo día, el grupo fue entrevistado en las radios estadounidenses Sirius XM y 102.7 KIIS FM como parte de las promociones tanto del sencillo como del nuevo álbum, además de presentar por primera vez la canción en vivo en el programa Jimmy Kimmel Live! de la cadena ABC el 19 de septiembre de 2022.
Del 16 al 18 de septiembre de 2022, Spotify estrenó en Los Ángeles, en conmemoración del lanzamiento del nuevo álbum, un evento denominado Born Pink: The Pop-Up Experience, donde los asistentes tuvieron la oportunidad de disfrutar de momentos fotográficos seleccionados por las propias miembros del grupo, comprar productos exclusivos de Blackpink directamente en la tienda y recibir un obsequio exclusivo de Spotify x BLACKPINK, habilitado solo durante dicho fin de semana.
El 11 de octubre de 2022, el grupo presentó su segunda colaboración con la compañía de accesorios telefónicos Casetify, mediante el lanzamiento de una colección especial de accesorios para teléfonos móviles, tanto Iphone como Samsung, donde se presentó seis diseños diferentes del grupo, que incluyen un estuche con espejo inspirado en el sencillo «Pink Venom» y estuches para notas con autógrafos preimpresos de Jisoo, Jennie, Rosé y Lisa, además de libros de notas personalizables con algún mensaje propio, todos con diseños alusivos al nuevo trabajo musical del grupo.

### Tour mundial
El 31 de julio de 2022 se anunció oficialmente la realización de la segunda gira mundial del grupo titulada Born Pink World Tour, enmarcada en el lanzamiento de su segundo álbum de estudio Born Pink, para promocionar tanto este como su primer álbum larga duración The Album. La gira comenzó el 15 de octubre de 2022 en Seúl con dos conciertos realizados en el Olympic Gymnastics Arena, la que continuó con 43 presentaciones más, tanto en Asia como en Norteamérica, Europa y Oceanía.

## Recepción

### Comentarios de la crítica
Rob Sheffield de revista Rolling Stone señaló en su reseña del álbum que «Por fin han hecho el gran disco pop que siempre han querido. Las cuatro hacen de Born Pink un tributo al fino arte de ser una chica que consigue lo que quiere. 'Seré todo lo que necesites hasta que te vuelva loco', cantan en la excelente 'Hard to Love', y ese es un lema perfecto de Blackpink. El grupo sigue recordándote que no eres tan genial como ellas, pero al menos tienes la suerte de disfrutar de su brillo carismático... Born Pink es su regreso después de un período de crecimiento, cuando Rosé, Lisa y Jennie han hecho material en solitario, pero es más rápido, más brillante y mucho más divertido que The Album». Elizabeth de Luna para revista Time concluyó en su análisis del álbum diciendo: «Born Pink brilla con todos los elementos seductores que hicieron del cuarteto el grupo de chicas más grande del mundo. La dulce dualidad 'negro' y 'rosa' de dos caras de Lisa, Jisoo, Jennie y Rosé, su actitud de romper puertas y su feroz independencia se explican, y su inmenso encanto permanece intacto». Madison Murray del sitio web musical Genius señaló que «Born Pink ve a Jennie, Jisoo, Lisa y Rosé explorando nuevos sonidos y facetas de su visión artística con una determinación feroz y su clase y energía habituales. Su voz y entrega están más pulidas que nunca tanto en las canciones con tintes trap como en momentos más suaves como 'The Happiest Girl', mostrando cuánto han mejorado a lo largo de sus años como grupo y cuánto han trabajado para retribuir a sus fanes».
Neil Z. Yeung de AllMusic indicó que «Endurecido y con más experiencia, el conjunto de ocho canciones rebosa confianza e intención acumuladas durante años de lidiar con la fama, el centro de atención y los detractores. Sin ravers de dance pop inmediatos como 'Ddu-Du Ddu-Du' o 'Boombayah', Born Pink opta por éxitos de hip-hop de gran bajo y gran flexibilidad en forma de 'Pink Venom' y 'Shut Down'», resumiendo finalmente que «Teniendo en cuenta el nivel de desinfección y control de etiquetas típico del K-Pop, esta honestidad y relacionabilidad son cambios de ritmo refrescantes e impresionantes». Crystal Bell de revista Nylon agregó que «Las Pinks aprovechan al máximo lo que tienen, entregando un álbum que es a la vez autorreferencial y audazmente satisfecho de sí mismo. Esa marca se transmite mejor en el sencillo 'Pink Venom'. El gusano auditivo es un torrente de diferentes melodías y sonidos, desde el rap de la costa oeste hasta el anárquico EDM... Es el maximalismo del K-Pop: una locura mercurial siempre cambiante, sin embargo, el resto de Born Pink es decididamente más coherente y, en ocasiones, incluso simple, para bien o para mal».
Emma Madden del periódico inglés The Daily Telegraph dijo sobre Born Pink que «En su segundo álbum, el grupo combina lo mejor de la música pop occidental (escandalosos ochos medios, emociones universales, coros enormes) con una sensibilidad surcoreana romántica y alegremente caótica. A partir de un encantador mosaico de influencias y sonidos, que incluyen hip-hop del Bronx de los 90, ritmos bengalíes y sonidos post EDM, nada de lo que escuchas aquí es particularmente vanguardista, pero se presenta con tanta efervescencia y pomposidad que casi olvidas que esta no es la primera vez que escuchas un ritmo 808... El álbum es el sonido del grupo femenino más grande del planeta: un superlativo bien ganado. Blackpink ofrece lo antiguo con la emoción de lo nuevo». Por otra parte, Park Jun-hee del periódico malayo The Star dijo en su crítica que «El conjunto de ocho canciones nace de la confianza, el desenfreno y la música hábil, maravillosa y experimentada. En general, Blackpink se diversificó con el nuevo álbum. No solo son experimentales, sino que también muestran una destreza sin mucho esfuerzo. Teniendo en cuenta que es un álbum creado por un grupo femenino de K-Pop, las tres canciones clasificadas R demuestran que no solo quieren mostrar su lado bonito».
Abbie Aitken de la revista británica Clash le dio al álbum siete puntos sobre diez, indicando que «'Born Pink' claramente significa un cambio dentro de Blackpink. En comparación con The Album, el grupo ha trabajado claramente para aclarar en qué sonidos quieren aventurarse y se han tomado el tiempo para crear canciones que se sientan redondas y completas. Como grupo, Jennie, Lisa, Rosé y Jisoo parecen tan fuertes como siempre. La confianza y el control que tienen sobre la audiencia no tienen comparación no solo en el K-Pop, sino en toda la esfera del pop. 'Born Pink' es solo otra flecha para el arco ya lleno de Blackpink». Joe Muggs del sitio web británico The Arts Desk afirmó en su crítica que «En su diminuto espacio (ocho pistas, 24 minutos) puedes escuchar lo que se necesita para 'activar' un proyecto de varios 100 millones de dólares: pureza absoluta de intención, sonido e ingeniería que hacen que Lady Gaga suene como una niña indie grabada en casa, una aluvión de todos esos estilos hervidos juntos e intensidad pop de azúcar de principio a fin... Hay una belleza terrible en ese nivel de intensidad y logro, como un avión de combate de última generación, o una visualización de las sublimes complejidades de un mercado de valores».
En críticas menos favorables, Jochan Embley de la revista londinense Evening Standard señaló que «Mucho se ha dicho en el pasado sobre la aparente dificultad del K-Pop para distinguir entre inspiración y apropiación cuando se trata de incorporar elementos de la cultura afroamericana en su música y, a juzgar por algunos de los acentos usados cuando las miembros rapean en inglés, todavía hay algún camino por recorrer... Con solo ocho canciones, es refrescantemente conciso. Pero con la falta de inventiva a la vista, ocho canciones probablemente sean suficientes». Raul Stanciu del agregador de reseñas Sputnikmusic indicó que «Born Pink es una ligera mejora en general, se siente un poco más cohesivo, a pesar de su modesto tiempo de ejecución de 24 minutos. Su debut fue simplemente una mezcla de pistas lanzadas allí para complacer a la horda de fanáticos que insistieron en un lanzamiento de larga duración... Parece que YG cambió a un formato que podría permitir que Blackpink supere la vida útil habitual de un grupo de K-Pop».

### Recibimiento comercial

#### Prelanzamiento
El 6 de julio de 2022, apenas se hizo el anuncio oficial por parte de YG Entertainment de la confirmación del nuevo álbum de Blackpink estimado para agosto de 2022, se dio a conocer que las acciones de la compañía aumentaron en un 10,1% en el mercado de valores. Según FnGuide, las estimaciones de ganancias operativas de YG Entertainment para el segundo y tercer trimestre son de 10 800 millones de wones y 22 600 millones de wones, respectivamente, en un aumento del 19,34% y el 143,15% respectivamente, en comparación con el mismo período del año pasado. Kim Hyun-yong, investigador de Hyundai Motor Securities, señaló que «El impulso del precio de las acciones se maximizará en el tercer trimestre, cuando se espere el regreso del álbum completo de Blackpink y los anuncios de confirmación de la gira a gran escala. Como resultado, hay una alta posibilidad de resultados sorprendentes para la segunda mitad del año 2022».
El 12 de agosto de 2022, tan solo dos días después que el álbum se pusiera a disposición para su preventa, el sitio de ventas Ktown4u informó de forma oficial que Born Pink se había convertido en el álbum de grupos femeninos con más pedidos anticipados en su primer día en su sitio, superando las 142 000 copias, batiendo así el récord que ostentaba el grupo NewJeans con su álbum debut New Jeans (2022), con 81 000 copias. El 18 de agosto, YG Entertainment anunció de forma oficial que los pedidos anticipados del segundo álbum de Blackpink superaron las 1,5 millones de copias durante la primera semana de pedidos anticipados. Una semana después alcanzó las 2 millones de copias prevendidas, convirtiéndose en el primer álbum de una artista femenina en alcanzar dicha marca.

#### Poslanzamiento
El 17 de septiembre de 2022, Hanteo Chart informó que vendió un total de 1 011 266 copias del álbum solo el 16 de septiembre, lo que lo convirtió en el primer álbum de cualquier artista femenina en la historia de Hanteo en vender más de un millón de copias el primer día de su lanzamiento. Con esto también se convirtieron en el artista con las terceras ventas más altas en el primer día en general. Además, Born Pink logró casi duplicar el récord personal de ventas del primer día de Blackpink de 589 310, establecido por su anterior álbum de larga duración The Album en 2020. Tras el término de su primera semana, Hanteo informó más de 1,54 millones de copias vendidas, rompiendo el récord de las mayores ventas en la primera semana de un grupo femenino de K-pop en la historia.
El 22 de septiembre, la Korea Music Content Association a través de Circle Chart, certificó un total de 2 141 281 copias vendidas, que incluyen exportaciones a Norteamérica, Europa y las ventas internas durante tan solo un día y medio desde su lanzamiento. Por su parte, la versión Kit del álbum debutó en la posición número cuatro en ventas con 59 718 copias vendidas.
En los Estados Unidos, Born Pink debutó en el número uno en el Billboard 200 con 102 000 unidades equivalentes a álbum, incluidas 75 500 ventas de álbumes puros, 25 000 ventas equivalentes a transmisiones (resultantes de 37,49 millones de transmisiones a pedido) y 1,500 ventas equivalentes a pistas. Con esto se convirtió en el primer álbum de una artista surcoreana femenina en encabezar la lista y el primer álbum de un grupo femenino en hacerlo desde Welcome to the Dollhouse de Danity Kane en 2008. Con esto, Blackpink alcanzó por primera vez la primera posición de dicha lista, tras lograr ubicarse en el segundo lugar con su primer álbum, The Album, dos años antes. En su segunda semana, Born Pink se mantuvo entre los cuatro primeros lugares de la lista, con 40 000 copias registradas. Además, el álbum tuvo presencia con todas sus canciones tanto en la lista Billboard Global 200 como en la lista Billboard Global Excl. U.S., posicionando las ocho pistas dentro de las cuarenta mejores ubicaciones, en donde su sencillo «Pink Venom» registró 212,1 millones de transmisiones en todo el mundo en la semana de seguimiento del 19 al 25 de agosto, el segundo total de transmisión semanal más grande en todo el mundo desde el inicio del Global 200 en septiembre de 2020. En Canadá, el álbum también debutó en el primer lugar del Billboard Canadian Album.
En Europa, el álbum se ubicó entre los diez primeros lugares en diecisiete listas musicales. En el Reino Unido, se convirtió en el primer álbum de un grupo femenino de K-Pop en alcanzar el número uno en la lista de álbumes Official Charts Company. Este logro simultáneo, tanto en los EE. UU. como en el Reino Unido, no se conseguía desde el año 2001, con el álbum Survivor de Destiny's Child. También debutó en el primer lugar de la lista de la Asociación Fonográfica Portuguesa (AFP) en Portugal, además de Croacia; se ubicó en la segunda posición en Escocia, mientras que en Alemania, Bélgica, Finlandia, Francia, Lituania y Polonia debutó en la posición número 3 de sus respectivos registros musicales.
En Austria y Noruega se ubicó en la sexta posición de sus listas Ö3 Austria Top 40 y VG-lista respectivamente; en Países Bajos debutó en la posición número 7, en Dinamarca y Suecia alcanzó la octava posición de los charts musicales, mientras que en España y Suecia se ubicó el álbum en las posiciones nueve y diez, respectivamente.
En Asia, Born Pink debutó en el primer lugar de la lista musical de Circle Album Chart, mientras que en Japón alcanzó la tercera posición en la lista de Oricon Albums Chart y el cuarto lugar en la lista Billboard Japan Hot 100. En Oceanía, el álbum debutó en la segunda posición, tanto en la lista ARIA de Australia como en la RMNZ de Nueva Zelanda.
En cuanto a los servicios de transmisión en línea, Born Pink se convirtió en el primer acto de K-pop en encabezar la lista semanal de Spotify gracias a su sencillo «Shut Down». Desde que se lanzó el álbum, este alcanzó el primer puesto en la lista de álbumes de iTunes en 54 países diferentes y ocupó el primer lugar en la lista de álbumes de Apple Music en 64 países.
El 4 de enero de 2023, el registro de gráficos musicales Official Charts Company, según su análisis de fin de año realizado por el organismo de la industria de la música británica BPI, informó que Born Pink en su formato casete fue el octavo más vendido de 2022, en una lista que encabezó The Car de Arctic Monkeys y Harry's House de Harry Styles.

## Lista de canciones
Grabado en los estudios de The Black Label.

| CD / Descarga digital |                            |                                                                    |                                                                               |                  |          |  |
| N.º                   | Título                     | Letras                                                             | Música                                                                        | Arreglos         | Duración |  |
| 1.                    | «Pink Venom»               | Teddy Park, Danny Chung                                            | Teddy Park, 24, R.Tee, IDO                                                    | 24, R.Tee, IDO   | 3:06     |  |
| 2.                    | «Shut Down»                | Teddy Park, Danny Chung, Vince                                     | Teddy Park, 24                                                                | 24               | 2:55     |  |
| 3.                    | «Typa Girl»                | Bekuh BOOM                                                         | Bekuh BOOM, Dominsuk                                                          | Dominsuk         | 2:59     |  |
| 4.                    | «Yeah Yeah Yeah»           | VVN, KUSH, Jisoo, Rosé                                             | KUSH, R.Tee, VVN, IDO                                                         | R.Tee, KUSH, IDO | 2:58     |  |
| 5.                    | «Hard to Love» (Rosé solo) | Freddy Wexler, Bianca "Blush" Atterberry, Max Wolfgang, Teddy Park | Freddy Wexler, Teddy Park, Bianca "Blush" Atterberry, Max Wolfgang, 24, R.Tee | 24, R.Tee        | 2:42     |  |
| 6.                    | «The Happiest Girl»        | Teddy Sinclair, Willy Sinclair, Paro                               | Teddy Sinclair, Willy Sinclair, Paro, 24                                      | 24, Nohc         | 3:42     |  |
| 7.                    | «Tally»                    | Nat Dunn, David Phelan, Alex Oriet, Brian Lee, Soraya LaPread      | Nat Dunn, David Phelan, Alex Oriet, Brian Lee, Soraya LaPread, 24             | 24               | 3:04     |  |
| 8.                    | «Ready For Love»           | Teddy Park, VVN                                                    | Teddy Park, VVN, 24, KUSH, Bekuh BOOM                                         | 24               | 3:04     |  |
| 24:30                 |                            |                                                                    |                                                                               |                  |          |  |

## Créditos
Créditos adaptados de Tidal y del sitio web oficial del grupo.
| Blackpink - Rosé – voz (todos los tracks), letrista (track 4) - Jisoo – voz (todos excepto track 5), letrista (track 4) - Jennie – voz (todos excepto track 5) - Lisa – voz (todos excepto track 5) Músicos - Teddy Park – letrista (tracks 1,2,5,8), compositor (tracks 1,2,5,8) - VVN – letrista (track 4, 8), compositor (tracks 4,8) - Bekuh BOOM – letrista (tracks 3), compositora (tracks 3,8) - Willy Sinclair – letrista (track 6), compositor (tracks 6) - Paro – letrista (track 6), compositor (tracks 6) - Nat Dunn – letrista (track 6), compositora (tracks 7) - David Phelan – letrista (track 6), compositor (tracks 7) - Alex Oriet – letrista (track 6), compositor (tracks 7) - Brian Lee – letrista (track 6), compositor (tracks 7) - Soraya LaPread – letrista (track 6), compositora (tracks 7) - KUSH – letrista (track 4), compositor (tracks 4,8) - Freddy Wexler – letrista (track 5), compositor (tracks 5) - Bianca "Blush" Atterberry – letrista (track 5), compositora (tracks 5) | - Danny Chung – letrista (tracks 1,2) - Vince – letrista (track 2) - Max Wolfgang – letrista (track 5) - Teddy Sinclair – letrista (track 6) - 24 – compositor (track 1, 2, 5, 7, 8) - R.Tee – compositor (track 1, 4, 5) - IDO – compositor (track 1, 4) - Dominsuk – compositor (track 3) Técnicos - Blackpink – directoras creativas - Teddy Park – productor, director creativo - Youngju Bang – ingeniero de producción - Heejune Kim – fotografía - 24 – arreglista (tracks 1,2,5,6,7,8) - R. Tee – arreglista (tracks 1,4,5) - IDO – arreglista (tracks 1,4) - Dominsuk – arreglista (tracks 3) - KUSH – arreglista (tracks 4) - Nohc – arreglista (tracks 6) |

## Reconocimientos

### Premios y nominaciones
| Año  | Evento                             | Premio                             | Resultado | Ref.    |
| ---- | ---------------------------------- | ---------------------------------- | --------- | ------- |
| 2022 | Asian Pop Music Awards             | Álbum del año - Extranjero         | Ganador   | [ 143 ] |
| 2022 | Asian Pop Music Awards             | Mejor producción - Extranjero      | Ganador   | [ 143 ] |
| 2022 | Asian Pop Music Awards             | Top 20 Álbum del año - Extranjero  | Ganador   | [ 143 ] |
| 2022 | Asian Pop Music Awards             | People's Choice Award - Extranjero | Ganador   | [ 143 ] |
| 2022 | China Year End Awards              | Álbum internacional más vendido    | Ganador   | [ 144 ] |
| 2022 | China Year End Awards              | Álbum K-Pop más vendido            | Ganador   | [ 144 ] |
| 2022 | China Year End Awards              | Álbum femenino más vendido         | Ganador   | [ 144 ] |
| 2022 | China Year End Awards              | Álbum de un grupo más vendido      | Ganador   | [ 144 ] |
| 2022 | China Year End Awards              | Álbum más vendido                  | Nominado  | [ 145 ] |
| 2022 | Genie Music Awards                 | Álbum del año                      | Nominado  | [ 146 ] |
| 2022 | MAMA Awards                        | Álbum del año                      | Nominado  | [ 147 ] |
| 2022 | Melon Music Awards                 | Álbum del año                      | Nominado  | [ 148 ] |
| 2022 | RTHK International Pop Poll Awards | Top Album - Korea                  | Ganador   | [ 149 ] |
| 2022 | Seoul Music Awards                 | Premio Bonsang                     | Ganador   | [ 150 ] |
| 2023 | Golden Disk Awards                 | Mejor álbum (Bonsang)              | Ganador   | [ 151 ] |
| 2023 | Pop Golden Awards                  | Álbum Pop del año                  | Nominado  | [ 152 ] |
| 2023 | Pop Golden Awards                  | Álbum K-Pop del año                | Nominado  | [ 153 ] |

### Listados
| Publicación   | Lista                                           | Ranking  | Ref.    |
| ------------- | ----------------------------------------------- | -------- | ------- |
| Billboard     | Nuevo lanzamiento musical favorito de la semana | 1.º      | [ 154 ] |
| Billboard     | Los 50 mejores álbumes de 2022: Staff List      | 42.º     | [ 155 ] |
| GQ India      | Mejores álbumes lanzados en septiembre de 2022  | Incluida | [ 156 ] |
| Grammy        | 10 álbumes nuevos que debes escuchar este mes   | Incluida | [ 157 ] |
| Rolling Stone | Premios Grammy predicciones 2023: Mejor álbum   | Incluida | [ 158 ] |
| Rolling Stone | Los 100 mejores álbumes de 2022                 | 25.º     | [ 159 ] |
| Rolling Stone | Los 20 mejores álbumes de 2022 - Rob Sheffield  | 20.º     | [ 160 ] |
| Uproxx        | Los mejores álbumes de pop de 2022              | Incluida | [ 161 ] |
| Uproxx        | Los mejores álbumes de K-Pop de 2022            | Incluida | [ 162 ] |

## Posicionamiento en listas
| Lista (2022)                          | Mejor posición |
| ------------------------------------- | -------------- |
| Alemania (Offizielle Top 100)         | 3              |
| Australia (ARIA)                      | 2              |
| Austria (Ö3 Austria Top 40)           | 6              |
| Bélgica (Ultratop Flanders)           | 3              |
| Bélgica (Ultratop Wallonia)           | 7              |
| Canadá (Billboard Canadian Albums)    | 1              |
| Corea del Sur (Circle Album Chart)    | 1              |
| Croacia (HDU)                         | 1              |
| Dinamarca (Hitlisten)                 | 8              |
| Escocia (OCC)                         | 2              |
| España (PROMUSICAE)                   | 9              |
| Estados Unidos (Billboard 200)        | 1              |
| Finlandia (Suomen virallinen lista)   | 3              |
| Francia (SNEP)                        | 3              |
| Grecia (IFPI)                         | 12             |
| Hungría (MAHASZ)                      | 4              |
| Irlanda (OCC)                         | 13             |
| Islandia (Plötutíðindi)               | 16             |
| Italia (FIMI)                         | 19             |
| Japón (Oricon Album Chart)            | 3              |
| Japón (Billboard Japan Hot Albums)    | 4              |
| Lituania (AGATA)                      | 3              |
| Noruega (VG-lista)                    | 6              |
| Nueva Zelanda (RMNZ)                  | 2              |
| Países Bajos (Album Top 100)          | 7              |
| Polonia (ZPAV)                        | 3              |
| Portugal (AFP)                        | 1              |
| Reino Unido (Official Charts Company) | 1              |
| Suecia (Sverigetopplistan)            | 8              |
| Suiza (Schweizer Hitparade)           | 7              |

| Lista (2022)                       | Mejor posición |
| ---------------------------------- | -------------- |
| Corea del Sur (Circle Album Chart) | 4              |

| Lista (2022)                       | Mejor posición |
| ---------------------------------- | -------------- |
| Corea del Sur (Circle Album Chart) | 1              |
| Japón (Oricon Album Chart)         | 8              |

| Lista (2022)                       | Mejor posición |
| ---------------------------------- | -------------- |
| Corea del Sur (Circle Album Chart) | 13             |

## Ventas y certificaciones
| País                                               | Organismo certificador  | Certificación | Ventas certificadas | Ref.    |
| Ventas                                             | Ventas                  | Ventas        | Ventas              | Ventas  |
| -------------------------------------------------- | ----------------------- | ------------- | ------------------- | ------- |
| Corea del Sur                                      | KMCA                    | 2xMillion     | 2 887 691*          | [ 173 ] |
| China                                              | QQ Music + Kugou + Kuwo | -             | 706 116*            | [ 174 ] |
| Estados Unidos                                     | Billboard               | -             | 75 500*             | [ 111 ] |
| Francia                                            | SNEP                    | Oro           | 50 000*             | [ 175 ] |
| Japón                                              | Oricon                  | -             | 23 595*             | [ 176 ] |
| Polonia                                            | ZPAV                    | Oro           | 10 000*             | [ 177 ] |
| Reino Unido                                        | BPI                     | Plata         | 60 000*             | [ 178 ] |
| *Cifras de ventas basadas solo en certificaciones. |                         |               |                     |         |

## Historial de lanzamiento
| País           | Fecha                    | Formato                         | Discográfica                                          | Ref.    |
| -------------- | ------------------------ | ------------------------------- | ----------------------------------------------------- | ------- |
| Mundo          | 16 de septiembre de 2022 | CD, descarga digital, streaming | YG Entertainment, Interscope Records                  | [ 179 ] |
| Corea del Sur  | 16 de septiembre de 2022 | Álbum KiT                       | YG Entertainment                                      | [ 180 ] |
| Alemania       | 16 de septiembre de 2022 | Casete                          | YG Entertainment, Interscope Records                  | [ 181 ] |
| España         | 16 de septiembre de 2022 | Casete                          | YG Entertainment, Interscope Records                  | [ 181 ] |
| Francia        | 16 de septiembre de 2022 | Casete                          | YG Entertainment, Interscope Records                  | [ 181 ] |
| Reino Unido    | 16 de septiembre de 2022 | Casete                          | YG Entertainment, Interscope Records, Polydor Records | [ 182 ] |
| Estados Unidos | 16 de septiembre de 2022 | CD (Target exclusive), Box Set  | YG Entertainment, Interscope Records                  | [ 183 ] |
| Japón          | 21 de septiembre de 2022 | CD                              | YG Entertainment, Universal Music Japan               | [ 184 ] |
| Corea del Sur  | 30 de diciembre de 2022  | LP                              | YG Entertainment                                      | [ 185 ] |